# Victory Boogie Woogie
Victory Boogie Woogie este ultima lucrare neterminată a pictorului abstract neerlandez Piet Mondrian, realizată în ulei pe pânză și hârtie, rămasă incompletă când Mondrian a murit la New York în 1944. Încă mai lucra la ea cu trei zile înainte de a muri. Din 1998 se află în colecția Kunstmuseum din Haga. S-a spus că „viața lui Mondrian și afecțiunea sa pentru muzică sunt reflectate în pictură [și că este] o mărturie a influenței pe care New York-ul a avut-o asupra lui Mondrian.”

## Achiziția pentru Kunstmuseum din Haag
A fost achiziționată la prețul de 80 de milioane de guldeni neerlandezi (aproximativ 35 de milioane de euro sau 40 de milioane de dolari SUA) de la colecționarul american Samuel Irving Newhouse, care o cumpărase anterior de la Emily și Burton Tremaine pentru 12 milioane de dolari SUA la mijlocul anilor 1980. Acesta a fost cumpărat în 1997 de Stichting Nationaal Fonds Kunstbezit (Fundația Națională de Artă) printr-un cadou din partea Băncii Centrale a Țărilor de Jos, comemorând introducerea monedei euro, la acea vreme fiind cea mai scumpă achiziție făcută vreodată de un muzeu neerlandez. Suma de bani a ridicat întrebări în Camera Reprezentanților , dar și din partea altor muzee.